# Jacques-Félix Sincennes
 (décembre 2024).
Pour les articles homonymes, voir Sincennes.

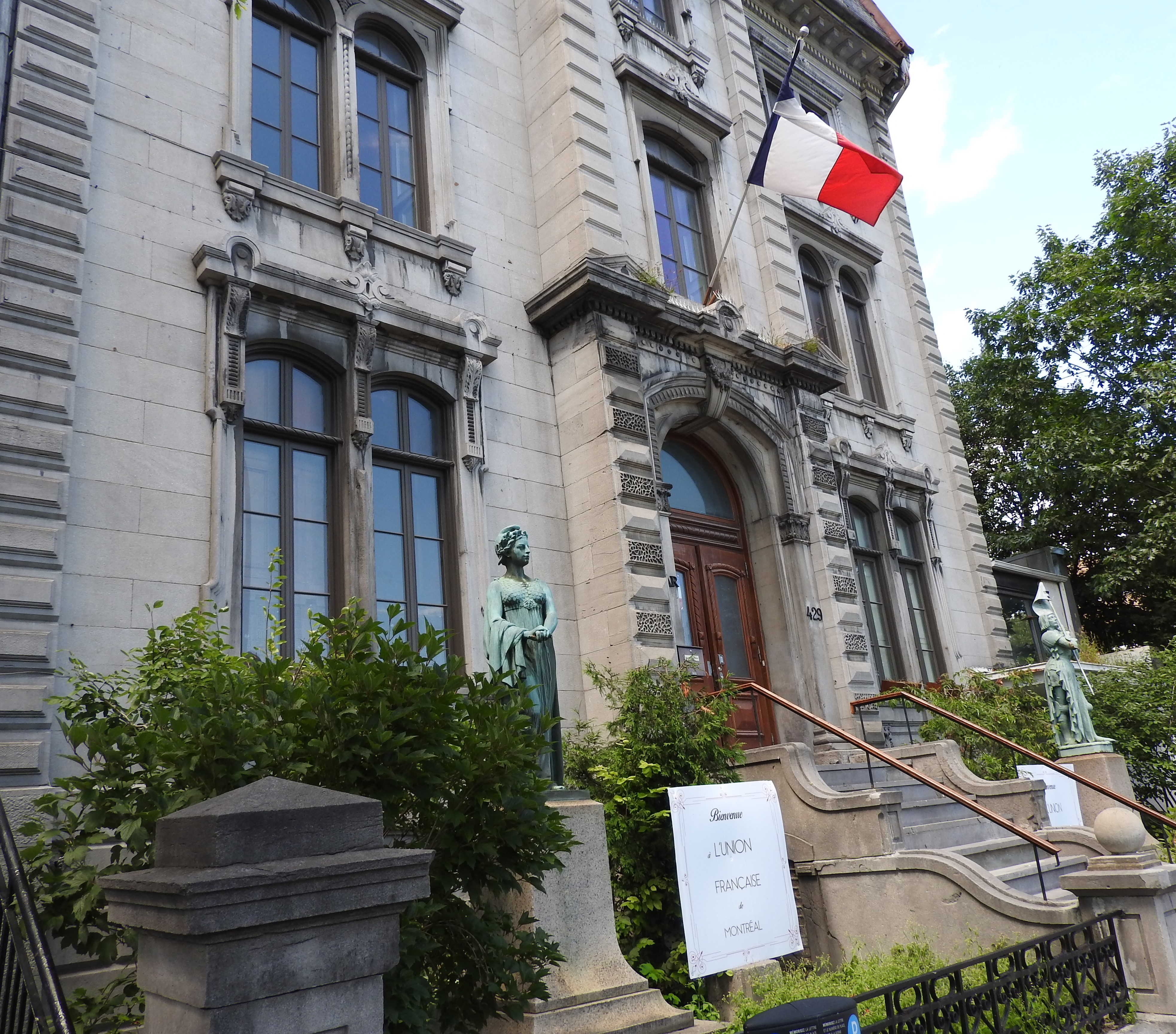
Ancienne maison de Jacques-Félix Sincennes, maintenant l'Union Française de Montréal.

Jacques-Félix Sincennes (7 janvier 1818 - 20 février 1876) est un homme d'affaires et homme politique québécois.

## Biographie
Né à Deschambault, au Bas-Canada en 1818, Jacques-Félix Saincennes est de descendance acadienne. L'orthographe originale du patronyme de famille était Saint-Seine. Il fait son apprentissage avec son père en tant que pilote sur le fleuve Saint-Laurent. En 1839, il a été embauché comme chef de cabine sur un bateau à vapeur de rivière. Il a établi un service de bateaux à vapeur sur la rivière Richelieu, agissant lui-même comme capitaine en 1845. Cette entreprise a fusionné avec un service concurrent pour former la Compagnie du Richelieu. Plus tard, Sincennes servit comme secrétaire-trésorier et président de la société. La société a élargi ses services à Montréal et à Québec. En outre, cette société a absorbé un certain nombre de ses concurrents. En 1875, cette société a fusionné avec la Société canadienne de navigation pour former la Compagnie de navigation Richelieu et Ontario, plus tard Canada Steamship Lines, opérant sur le fleuve Saint-Laurent et les Grands Lacs. En 1849, Sincennes, avec William McNaughton, a créé la ligne maritime Sincennes-McNaughton dont le but était de remorquer et amarrer les navires sur les rivières Outaouais, Richelieu et fleuve Saint-Laurent. En 1857, il a été élu à la Assemblée législative de la province du Canada pour la circonscription électorale Richelieu. En 1873, il a aidé à fonder la Compagnie d'assurance royale canadienne de Montréal. Sincennes a également servi en tant que vice-président de La Banque du Peuple.
Jacques-Félix Sincennes est mort à Montréal en 1876.